# Estación Guernica
Guernica es una estación ferroviaria ubicada en la ciudad homónima, en el partido de Presidente Perón, Provincia de Buenos Aires, Argentina.

## Denominación
El nombre de la estación ferroviaria se debe a Matilde Díaz Vélez, fundadora del pueblo de Guernica, quien solicitó que la estación llevase la misma denominación que el poblado, requerimiento que fue aceptado por la Dirección de Transporte del 20 de marzo de 1948.

## Servicios
Es un centro de transferencia intermedio del servicio eléctrico metropolitano de la Línea General Roca que se presta entre las estaciones Constitución y Alejandro Korn.

## Diagrama
| Plataforma Este  | |
| Vía 1            | Trenes a Korn provenientes de Constitución (próxima Korn) Trenes directos a Korn provenientes de Constitución (próxima Korn) |
| Vía 2            | Trenes a Constitución provenientes de Korn (próxima Glew) Trenes directos a Constitución provenientes de Korn (próxima Glew) |
| Plataforma Oeste | |

## Ubicación e Infraestructura
La estación se ubica en el centro de la localidad, a 32 km de la Estación Constitución. Posee dos andenes elevados para el servicio eléctrico de Constitución a Alejandro Korn, más otros dos andenes bajos anexados a ambos extremos de los elevados que originalmente eran usados para el servicio diésel entre Glew y Korn, y que ahora están fuera de servicio. Se encuentran comunicados por un puente peatonal y un paso a nivel ubicado en el extremo norte de la estación.
Pocos metros al sur de la estación, el Ferrocarril Belgrano, ex Compañía General de Ferrocarriles en la Provincia de Buenos Aires (ramal González Catan - La Plata), cruza a alto nivel las vías del Ferrocarril General Roca.
Dicho ramal no tiene tráfico (el último tren carguero circuló en 1994), y el tramo de puente ubicado sobre la Ruta 210 fue levantado por la Municipalidad para ampliar el ancho de dicha carretera.